# Zahedan
Zahedan (Persa: زاهدان, romanitzat com Zāhedān, Zahidan i Zaidān; també coneguda com a Zāhedān-e Yek; antigament Dowzdāb, Duzdāb, o Duzdāp) és una ciutat i municipi de l'Iran, capital de la província de Sistan i Balutxistan. Al cens del 2006 la població era de 552.706 habitants. "Zahedan" (zahidan) és el plural de la paraula àrab "zahid que vol dir "pietosa" però es va donar per la ciutat medieval de Zaidan, destruïda per Tamerlà a la part final del segle xiv, les ruïnes de la qual són a molts quilòmetres i no tenen relació històrica amb la moderna ciutat; el nom el va rebre en la campanya de persianització dels noms dels anys trenta del segle xx, i abans portava el de Duzdab (Aigua Perduda). La població és sunnita balutxi, amb una minoria sistani. Disposa d'un aeroport i una universitat provincial.
Situada a la vora del desert l'entorn és àrid. Està situada al gran eix o carretera Nord-sud que va de la costa del golf Pèrsic al Khorasan. A 40 km al sud del punt d'unió de les fronteres de l'Afganistan, el Pakistan i l'Iran es va realitzar la unió de l'eix amb les carreteres iranianes cap a l'oest. El ferrocarril de Quetta hi arribava durant la I Guerra Mundial quan era estació termini, i després, abans de la II Guerra Mundial, es va començar a enllaçar amb els ferrocarrils iranians però fins a la segona meitat del segle no va quedar unida a Qom, Yazd i Kerman (ciutat). El 1950 tenia uns 10.000 habitants però al cens de 1996 ja havia arribat a 419.518 habitants.